# زیردریایی یو-۷۱۲
زیردریایی یو-۷۱۲ (به انگلیسی: German submarine U-712) یک زیردریایی است که طول آن ۶۷٫۱ متر (۲۲۰ فوت ۲ اینچ) می‌باشد. این زیردریایی در سال ۱۹۴۲ ساخته شد.